# 臼杵鑑續
臼杵鑑續（?—1561年2月28日），日本戰國時代的武將。大友氏家臣。父親是臼杵長景。

## 生平
生年不詳。在父親長景死後，繼任家督。仕於大友義鑑、義鎮（宗麟）兩代，擔任加判眾。主君義鑑下賜偏諱（「鑑」字）。主要負責外交，多次擔任前往室町幕府的使者。為了與周防國、長門國守護大內氏修復關係而進行和睦交渉。因為大內義隆沒有實子，於是與其交涉，令義鑑的兒子晴英（後來的大內義長）成為義隆的猶子，建立養子關係。與一色氏交涉，促成義鎮與一色義清的女兒結婚。立下許多功績。此外，在擔任筑前國柑子岳城城主時，負責大友家的貿易。
在永祿4年2月15日（1561年2月28日）死去。

## 外部連結
- 武家家伝＿臼杵氏 （页面存档备份，存于）